# Gran Premio motociclistico dell'Ulster 1971
Il Gran Premio motociclistico dell'Ulster fu il decimo appuntamento del motomondiale 1971.
Si svolse il 14 agosto 1971 a Dundrod, e corsero tutte le tre classi di maggior cilindrata tra quelle disputate in singolo, oltre alle motocarrozzette.
Inizialmente del programma doveva far parte anche la gara della classe 50 ma gli organizzatori si trovarono obbligati ad annullarla a causa delle troppo scarse adesioni, solo 8 iscritti. Questo fatto aveva fatto temere l'annullamento di tutta la prova mondiale poiché il regolamento internazionale prevedeva il minimo di 5 prove per ogni gran premio.
Sia per il fatto che ormai i titoli iridati delle maggiori cilindrate erano matematicamente assegnati, sia per il fatto che l'Ulster in quel periodo era turbato da sommosse, non tutti i team erano presenti alla gara; tra gli assenti di rilievo la MV Agusta con Giacomo Agostini.
La vittoria nella 500 fu del pilota australiano Jack Findlay su Suzuki  (curiosamente, dato che correva con licenza francese al momento della premiazione venne suonato l'inno francese anziché quello australiano), quella della 350 del britannico Peter Williams su MZ; quella della 250 andò a Ray McCullogh in sella ad una Yamsel (moto artigianale dotata di motore Yamaha e telaio progettato da Colin Seeley, alla seconda affermazione mondiale dopo quella ottenuta nel Tourist Trophy). Per tutti questi piloti si trattò della prima vittoria nel mondiale.
La gara dei sidecar, ultima della stagione, incoronò Horst Owesle, che aveva anche ottenuto la vittoria della gara, campione del mondo.
Si trattò anche della prima vittoria di una motocicletta dotata di motore a due tempi nella classe regina.
Fu anche l'ultima volta che il Gran Premio motociclistico dell'Ulster ebbe validità mondiale; l'anno seguente fu annullato a causa degli eventi del Bloody Sunday e le edizioni seguenti non ebbero più validità per questo campionato.

## Classe 500
Furono 41 piloti alla partenza, e di questi 19 vennero classificati al traguardo; tra i ritirati Gyula Marsovszky.

### Arrivati al traguardo
| Pos. | Pilota          | Moto      | Tempo      | Punti |
| ---- | --------------- | --------- | ---------- | ----- |
| 1    | Jack Findlay    | Suzuki    | 1h 10:05.0 | 15    |
| 2    | Rob Bron        | Suzuki    | +59.2      | 12    |
| 3    | Tommy Robb      | Seeley    | +1:28.8    | 10    |
| 4    | Percy Tait      | Seeley    | +1:50.0    | 8     |
| 5    | Gerry Mateer    | Norton    | +1:54.6    | 6     |
| 6    | Bosse Granath   | Husqvarna | +2:52.8    | 5     |
| 7    | Wilf Herron     | Seeley    | +3:12.4    | 4     |
| 8    | Ron Chandler    | Kawasaki  | +3:13.6    | 3     |
| 9    | Dudley Robinson | Yamaha    | +3:15.8    | 2     |
| 10   | Stan Woods      | Norton    | +3:16.6    | 1     |
| 11   | Charlie Dobson  | Seeley    |            |       |
| 12   | Robert Graham   | Norton    |            |       |
| 13   | Alan Lawton     | Norton    |            |       |
| 14   | Derek Lee       | Matchless |            |       |
| 15   | Roy Reid        | Norton    |            |       |
| 16   | Brian Moses     | Norton    |            |       |
| 17   | Barry Scully    | Scott     |            |       |
| 18   | Bob Ramsey      | Seeley    |            |       |
| 19   | Chris Neve      | Triumph   |            |       |

## Classe 350
Fu questa la prima gara disputata nel gran premio; tra i ritirati Jarno Saarinen, Silvio Grassetti, Rodney Gould e Tommy Robb.

### Arrivati al traguardo (posizioni a punti)
| Pos. | Pilota          | Moto   | Tempo        | Punti |
| ---- | --------------- | ------ | ------------ | ----- |
| 1    | Peter Williams  | MZ     | 1h 10' 23" 6 | 15    |
| 2    | Dieter Braun    | Yamaha |              | 12    |
| 3    | Tony Jefferies  | Yamsel |              | 10    |
| 4    | John Williams   | Honda  |              | 8     |
| 5    | Steve Machin    | Yamaha |              | 6     |
| 6    | Mick Chatterton | Yamaha |              | 5     |
| 7    | Denis Gallagher | Yamaha |              | 4     |
| 8    | Billie McCosh   | Yamsel |              | 3     |
| 9    | Wilfred Herron  | Yamaha |              | 2     |
| 10   | Peter Berwick   | Yamaha |              | 1     |

## Classe 250
Tra i ritirati Phil Read

### Arrivati al traguardo (posizioni a punti)
| Pos | Pilota           | Moto   | Tempo       | Punti |
| --- | ---------------- | ------ | ----------- | ----- |
| 1   | Ray McCullogh    | Yamsel | 1h 07' 2" 4 | 15    |
| 2   | Jarno Saarinen   | Yamaha |             | 12    |
| 3   | Dieter Braun     | Yamaha |             | 10    |
| 4   | Peter Williams   | MZ     |             | 8     |
| 5   | Steve Machin     | Yamaha |             | 6     |
| 6   | Rodney Gould     | Yamaha |             | 5     |
| 7   | Gyula Marsovszky | Yamaha |             | 4     |
| 8   | Ian Richards     | Yamaha |             | 3     |
| 9   | Billie Henderson | Yamaha |             | 2     |
| 10  | Stan Woods       | Yamaha |             | 1     |

## Classe sidecar

### Arrivati al traguardo (posizioni a punti)
| Pos | Pilota                | Passeggero         | Moto    | Tempo Distacco | Punti |
| --- | --------------------- | ------------------ | ------- | -------------- | ----- |
| 1   | Horst Owesle          | Peter Rutterford   | BMW     | 48' 42" 8      | 15    |
| 2   | Siegfried Schauzu     | Wolfgang Kalauch   | BMW     |                | 12    |
| 3   | Heinz Luthringshauser | Hans-Jürgen Cusnik | BMW     |                | 10    |
| 4   | Arsenius Butscher     | Josef Huber        | BMW     |                | 8     |
| 5   | Georg Auerbacher      | Hermann Hahn       | BMW     |                | 6     |
| 6   | Jean-Claude Castella  | Albert Castella    | BMW     |                | 5     |
| 7   | Jeff Gawley           | Graham Alcock      | BMW     |                | 4     |
| 8   | Pat Sheridan          | Phillip Smith      | BSA     |                | 3     |
| 9   | Fred Cornbill         | Gordon Tinkler     | Triumph |                | 2     |
| 10  | Joe Coxon             | Billy Costello     | BSA     |                | 1     |